# 鎌倉佐弓
鎌倉 佐弓（かまくら さゆみ、1953年1月24日 - ）は、日本の俳人。本名、乾佐弓。高知県生まれ、埼玉県富士見市在住。

## 人物・来歴
埼玉県立浦和第一女子高等学校卒。埼玉大学教育学部卒。元埼玉県の公立小学校教諭。夫は俳人の夏石番矢。姉は歌人の鎌倉千和。主な作品に「サイネリア待つといふこときらきらす」「ポストまで歩けば二分走れば春」「背のびして木漏れ陽を着る君は五月」。みずみずしく若々しい俳句を持ち味とする。中学や高校の国語教科書や教材に俳句が掲載されている。一女（俳人の乾佐伎）の母。

## 活動
能村登四郎に師事。元「沖」同人。1998年から季刊国際俳誌「吟遊」を夏石番矢と共に発行し、その編集に当たる。世界俳句協会に会計として働き、「朝日新聞」さいたま版俳句選者。「埼玉新聞」俳句選者。「埼玉文学賞」（埼玉新聞社）俳句部門審査員。数多くの海外の詩歌祭でも俳句を朗読するなど活躍している。2012年9月より、富士見市で月例の句会潤の会主宰。

## 著書
国内出版
- 第1句集『潤』（牧羊社、1984年）
- 第2句集『水の十字架』（牧羊社、1987年）
- 第3句集『天窓から』（邑書林、1992年）
- 選句集『鎌倉佐弓句集』（現代俳人文庫、砂子屋書房、1998年）
- 日英対訳選句集『歌う青色 50俳句/A Singing Blue: 50 Haiku』（七月堂、2000年）
- 第4句集『走れば春』（東京四季出版、2001年）
- 第5句集『海はラララ』（沖積舎、2011年）[5]
- 夏石番矢との共著エッセイ集『俳句縦横無尽』（沖積舎、2010年）[6]
- 『鎌倉佐弓全句集』（沖積舎、2016年）

海外出版
- 『薔薇かんむり/A Crown of Roses』(Cyberwit.net, India, 2007)
- 『The Haiku of Sayumi Kamakura: A Critical Study』(Cyberwit.net, India, 2010)
- 夏石番矢との共著『Modern Japanese Haiku/現代日本俳句』(Cyberwit.net, India, 2012)[7]
- 『七つの夕日 / Seven Sunsets / Siete atardeceres』(Cyberwit.net, India, 2013)
- 『500 haiku of Sayumi Kamakura 鎌倉佐弓俳句選集　日本語からの500句』（Cyberwit.net, India, 2019)
- ジェームズ・シェイによって英語に翻訳された彼女の俳句集『雲へ拍手』は、2025年にブラック・オーシャンから出版[要出典]。

## 受賞歴
- 1988年 沖珊瑚賞
- 2001年 現代俳句協会賞[8]
- 2006年　タージ・マハール誌に掲載した鎌倉佐弓の俳句に対してアズサクラ国際詩賞[9][10]